# Neufmoulin
Neufmoulin  is een gemeente in het departement Somme in de regio Hauts-de-France van Frankrijk. De gemeente maakt deel uit van het arrondissement Abbeville. Toen begin 2015 het kanton Abbeville-Nord werd opgeheven, werd de gemeente opgenomen in het nieuwgevormde kanton Abbeville-1.

## Geografie
De oppervlakte van Neufmoulin bedraagt 4,4 km², telt 345 inwoners (1999) en de bevolkingsdichtheid is 78,4 inwoners per km².
De onderstaande kaart toont de ligging van Neufmoulin met de belangrijkste infrastructuur en aangrenzende gemeenten.

## Demografie
Onderstaande figuur toont het verloop van het inwonertal (bron: INSEE-tellingen).